# 小行星26298
小行星26298（26298 Dunweathers）是一颗绕太阳运转的小行星，为主小行星带小行星。该小行星于1998年9月发现。

## 轨道参数
小行星26298的轨道半长轴为345 423 827 km（2.3089828 UA），离心率为0.126。